# Ascraeus Mons
Der Ascraeus Mons ist der nördlichste Vulkan der Tharsis Montes in der Tharsis-Region auf dem Mars. Er befindet sich in der Nähe des Äquators. Sein Gipfel ist 18 km hoch und ist damit der nach dem Olympus Mons zweithöchste Vulkan im Sonnensystem.
Der Begriff Ascraeus Mons (lat. „askräischer Berg“) bezieht sich auf den Ort Askra, den Geburtsort Hesiods, am Berg Helikon in Böotien.